# Oreca 07
Chronologie des modèles
Oreca 05
L'Oreca 07 est une voiture de course de type LMP2, lancée en 2017 par le constructeur français Oreca, pour répondre à la nouvelle réglementation 2017, qui ne concerne que des prototypes fermés à la forme de coupé. 
Si au cours de ses premieres saison elle était opposé à des Ligier JS P217, Dallara P217 et Riley Mk. 30. L'Oreca 07 et ses dérivés (alpine A470 et Aurus 01) se sont révélé supérieure au point que depuis 2023 toutes les LMP2 engagé au 24 Heures du Mans sont des oreca 07 et que depuis 2019 seul 4 LMP2 engagé dans le championnat nord américain d endurance ne sont pas des oreca 07.
Reprennent le même châssis :
- L'Alpine A470,
- L'Aurus 01,
- L'Acura ARX-05, qui répond à la réglementation DPI du championnat d'endurance United SportsCar Championship.
- La Rebellion R13

## Palmarès
- Championnat du monde d'endurance FIA
  - Victoire dans la catégorie LMP2 aux 6 Heures de Silverstone 2017 avec Jackie Chan DC Racing et les pilotes Ho-Pin Tung, Thomas Laurent et Oliver Jarvis
  - Victoire dans la catégorie LMP2 aux 6 Heures de Spa 2017 avec G-Drive Racing et les pilotes Roman Rusinov, Pierre Thiriet et Alex Lynn
  - Victoire dans la catégorie LMP2 et 2e du classement général aux 24 Heures du Mans 2017 avec Jackie Chan DC Racing et les pilotes Ho-Pin Tung, Thomas Laurent et Oliver Jarvis

- European Le Mans Series
  - Victoire aux 4 Heures de Monza en 2017 avec G-Drive Racing et les pilotes Ryō Hirakawa, Memo Rojas et Léo Roussel

## Écuries
Les écuries utilisatrices de la voiture sont :
- En WEC :
  -  Signature Racing (Alpine A470)
  -  Rebellion Racing
  -  G-Drive Racing
  -  TDS Racing
  -  Jackie Chan DC Racing
  -  CEFC Manor TRS Racing
- En European Le Mans Series :
  -  Algarve Pro Racing
  -  BHK Motorsport
  -  Cool Racing
  -  DragonSpeed
  -  Duqueine Engineering
  -  Graff Racing
  -  G-Drive Racing
  -  High Class Racing
  -  IDEC Sport Racing
  -  Racing Engineering
  -  RLR Msport
  -  SPS Automotive Performance
- En WeatherTech SportsCar Championship
  -  CORE Autosport
  -  JDC Miller Motorsports
  -  Performance Tech Motorsports
  -  Team Penske (Acura ARX-05)